# باغ (خرم‌آباد)
باغ روستایی از توابع بخش زاغه شهرستان خرم‌آباد در استان لرستان ایران است.

## جمعیت
این روستا در دهستان قائدرحمت قرار دارد و براساس سرشماری مرکز آمار ایران در سال ۱۳۸۵، جمعیت آن ۱۳۱ نفر (۲۵خانوار) بوده‌است. مردم این روستا عمدتاً از طوایف قائدرحمت و پاپی (نوخد-رحمتی) هستند 